# Променізм

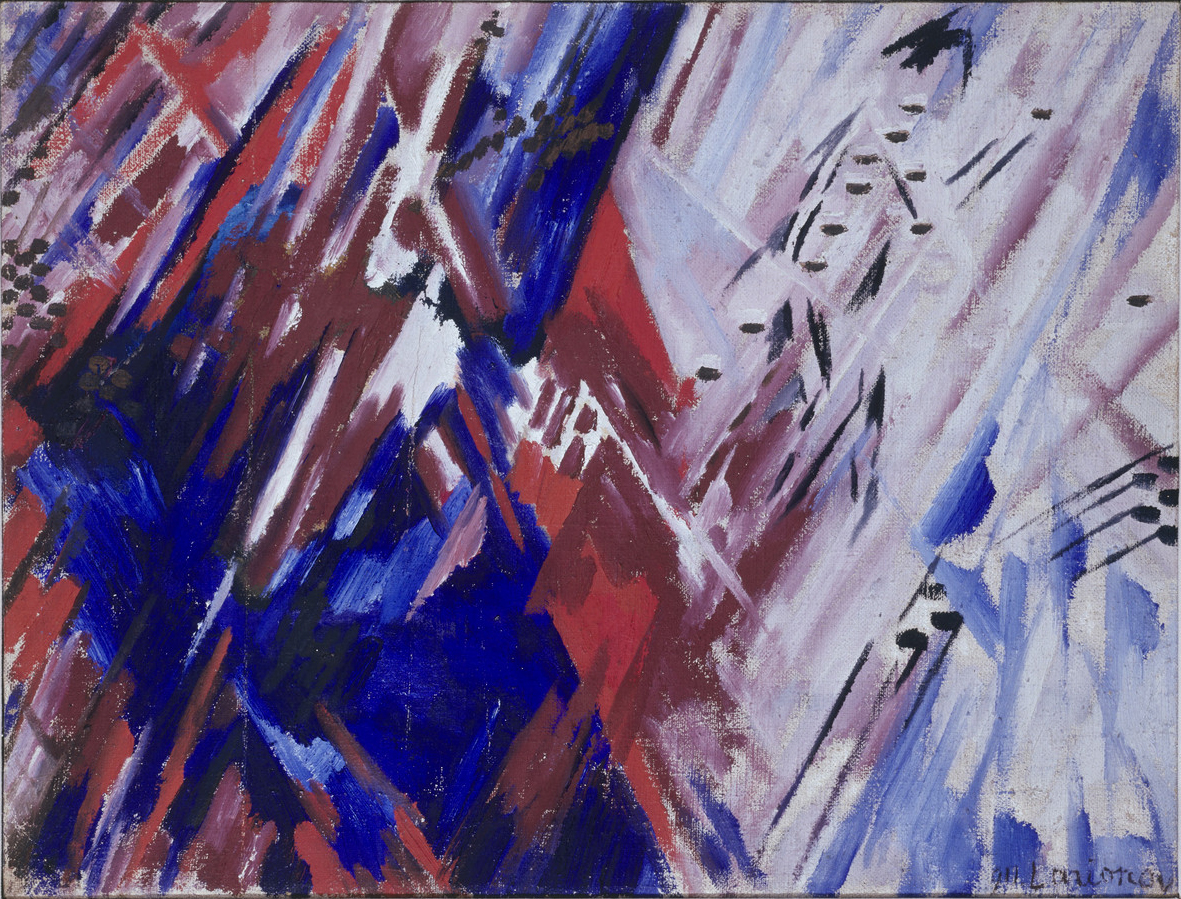
Михайло Ларіонов. Червоно-синій променізм. 1913 р.

Променізм (рос. лучизм), районізм (від фр. rayon — «промінь») — оригінальна художня теорія і течія в живописі російського авангарду 1910-х років, один з ранніх напрямків абстракціонізму .
Засновником і теоретиком течії був художник Михайло Ларіонов. Проголошені ним ідеї засновані на зоровому ефекті зміщення світлових спектрів і світлопередачі (різних світлових променів хроматичного спектру), за допомогою яких можна створювати особливий мальовничий простір з «перетину відображених променів різних предметів». Відповідно до теорії променізму, насправді людина сприймає не самий предмет, а «суму променів, що йдуть від джерела світла, відбитих від предмета і тих, що потрапили в поле нашого зору» . Промені на полотні передаються за допомогою кольорових ліній .
У променізмі працювали Михайло Ле-Дантю та інші художники групи «Віслючий хвіст». Особливий розвиток променізм отримав у творчості С. М. Романовича, який зробив колористичні ідеї променізму основою «просторовості» барвистого шару фігуративної картини.

## Історія

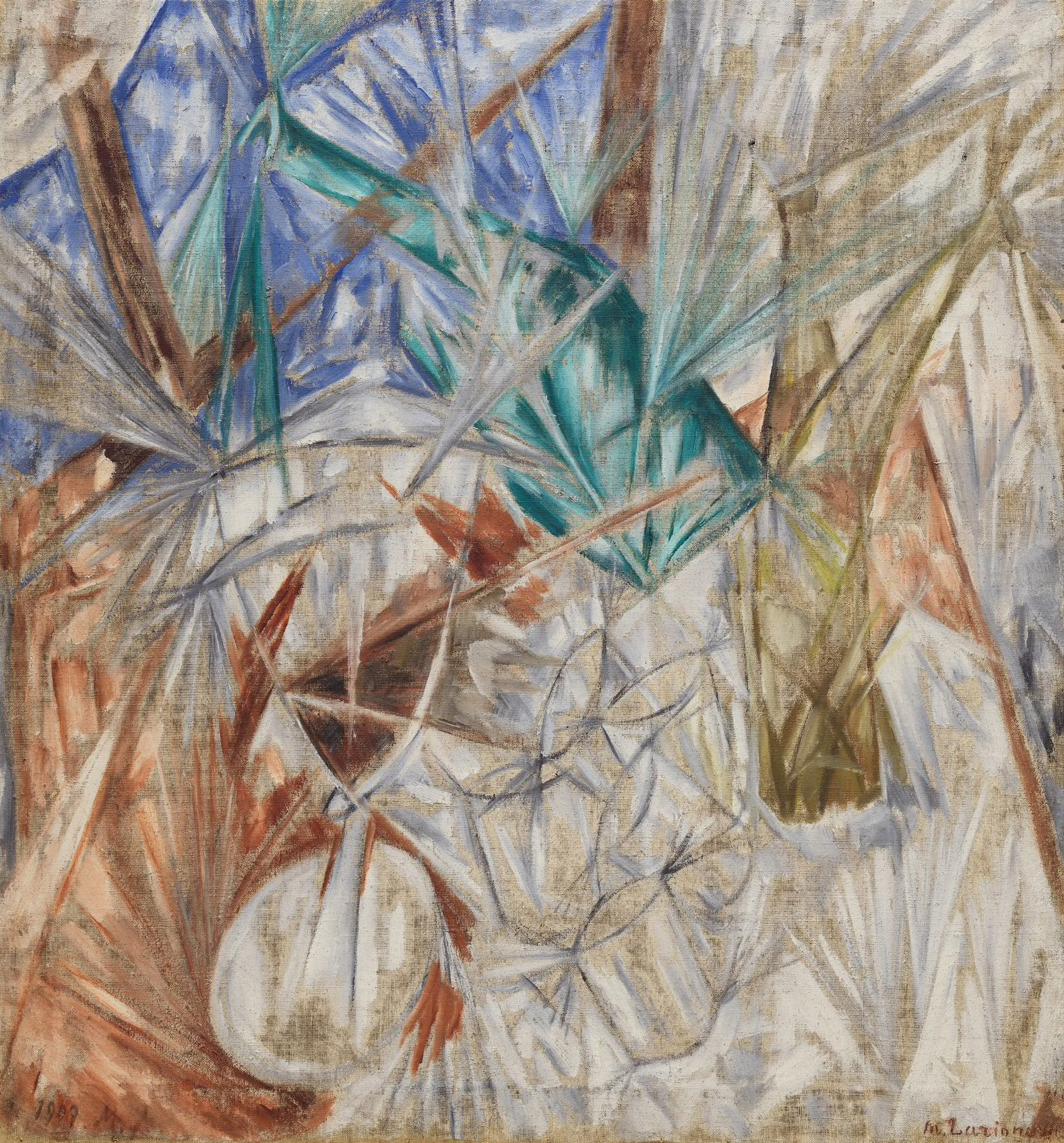
«Скло» (Михайло Ларіонов, 1912)

Виставка Вільяма Тернера, яку Ларіонов побачив в Лондоні в 1906, призводить його до роздумів про колір в живописі, і художник починає сприймати форму відбитка світлових променів. Це послужило поштовхом до створення нового напряму, який згодом отримає назву «променізм».
У 1909 в Московському Товаристві вільної естетики Ларіонов показав свою першу картину в новому стилі — «Скло» (Нью-Йорк, музей Соломона Гуггенхайма); картина була виставлена лише один день і в наступний раз показана тільки через три роки на виставці «Віслючого хвоста» разом з іншими роботами. У 1910 до нього приєдналися Наталя Гончарова і брати Давид і Володимир Бурлюки. Вони утворили групу «Бубновий валет», у виставках якої брали участь Глез, Лефоконьє, Кандинський.
У 1911 році Ларіонов залишає «Бубновий валет» і готує «Маніфест променізму», який підписали 11 художників. Опублікований лише в 1913, цей маніфест розкриває принципи Ларіонова: мета живопису — передати четвертий вимір, отже, картина повинна сама перебувати поза часом і простором, для чого вона повинна складатися зі світлових променів, не тільки тому, що колір є рушійним «законом», але і тому що його тональність і сила надають новим формам сенс. І хоча публікація маніфесту сильно запізнилася (і збіглася за часом з «Чорним квадратом» Малевича), використання «променів» чистого кольору залишається одним з найбільш ранніх прикладів нефігуративного живопису.
У 1913 році в Москві проходить виставка авангардистів «Мішень», де представлені роботи Ларіонова і Гончарової, виконані в новому стилі.
У 1914 році Ларіонов влаштовує в Парижі виставку, передмову до каталогу якої написав Аполлінер. Після цього Ларіонов разом зі своєю дружиною створює ескізи і декорації для групи російського балету Дягілєва і майже перестає займатися живописом . Тільки Гончарова, вже в похилому віці, після 1956 року, знову повертається до живопису. Я. Тугендхольд написав з приводу її ретроспективної виставки ще в 1913 році в Москві, що «щотижня відгукуючись на всі модні віяння нашого часу, переходячи від одного» променізму «до іншого … зображуючи одного і того ж павича в десяти стилях, вона не знайшла часу, щоб поглибити свій талант, зосередити свої сили, що будь-яку моду можна знайти у неї, але тільки не „саму Наталію Гончарову, її художнє“ я».
Променізм Ларіонова нашумів свого часу як одне з багатьох сенсаційних явищ, модних тоді в мистецтві. То були роки, коли в Росії, і особливо в Москві, за словами С. Дягілєва, «двадцять шкіл народжувалися в місяць: футуризм, кубізм — це вже античність, передісторія … Виставки організовуються в палацах і в мансардах …». Постійних послідовників у променізму не знайшлося, але він надав неабиякий вплив на інші течії російського авангарду, зокрема, на супрематизм і конструктивізм.

## Художні принципи
Сенсом живопису засновник променізму Михайло Ларіонов оголосив не зображення предметів, а ілюстрування відбитих від них колірних променів, що, на думку автора, в більшій мірі близько до того, як предмети бачаться оку. Тобто, відповідно до теорії, ілюстрація наближається до «символічної площини» картини. Променізм стирає кордони, які існують між натурою і картинної площиною.
Променізм зараховують до одного з ранніх різновидів абстрактного живопису, але він має й інші, більш широкі аспекти, такі як відділення предмета від його оптичного сприйняття. Ось чому художник повинен зображувати не предмет, а тільки промені, які падають на нього. Але так як на наші очі діють промені, які падають не тільки на даний предмет, але і на найближчі предмети, то тому художник повинен «розумово» осягнути, уявити і відповідно зобразити, так би мовити, променистий вигляд предмета. «Це майже те ж саме, — каже Ларіонов, — що міраж, що виникає в розпеченому повітрі пустелі, який малює в небі віддалені міста, озера, оази — променізм стирає ті кордони, які існують між картинною площиною і натурою». У «променистої» картини предмети реального світу не мають ніякого значення, крім, в термінології Ларіонова, «реалістичного променізму», де предмет служить точкою відправлення. Луч умовно зображують кольоровою лінією, і таким чином, стверджує Ларіонов, найкраще може бути виявлена істота самого живопису — «комбінація кольору, його насиченості, ставлення колірних мас, заглибленість, фактура на цьому…».
На практиці «променістські» твори представляли собою зображення з різкими контурами, великою кількістю гострих кутів і пучків косих ліній. Сам Ларіонов виділяв в рамках течії різні напрямки, від «реалістичного променізм», при якому зображуваний об'єкт легко пізнаваний, до так званого «пневмопроменізму», коли відбиваючись від предмета промені повністю затуляють його.